# Nuno da Cunha e Ataíde

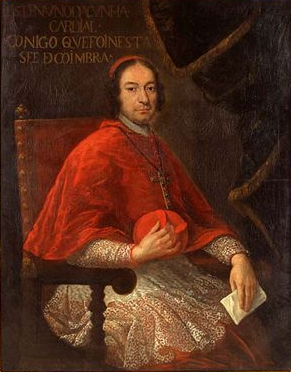
Kardinal Nuno da Cunha e Ataíde (Ölgemälde eines unbekannten Meisters, etwa 1721–1750)

Nuno da Cunha e Ataíde (* 8. Dezember 1664 in Lissabon; † 3. oder 15. Dezember 1750 ebenda) war ein portugiesischer Geistlicher und Kardinal der Römischen Kirche.

## Leben

### Frühe Jahre
Nuno da Cunha e Ataíde wurde als jüngstes von fünf Kindern des Luis da Cunha e Ataíde, 7. Herr von Povolide, und dessen Gattin Guiomar de Lancastre geboren. Er studierte an der Universität Coimbra, dort erlangte er den magister artium und ein Lizentiat in Kanonischem Recht.

### Kirchliche Laufbahn

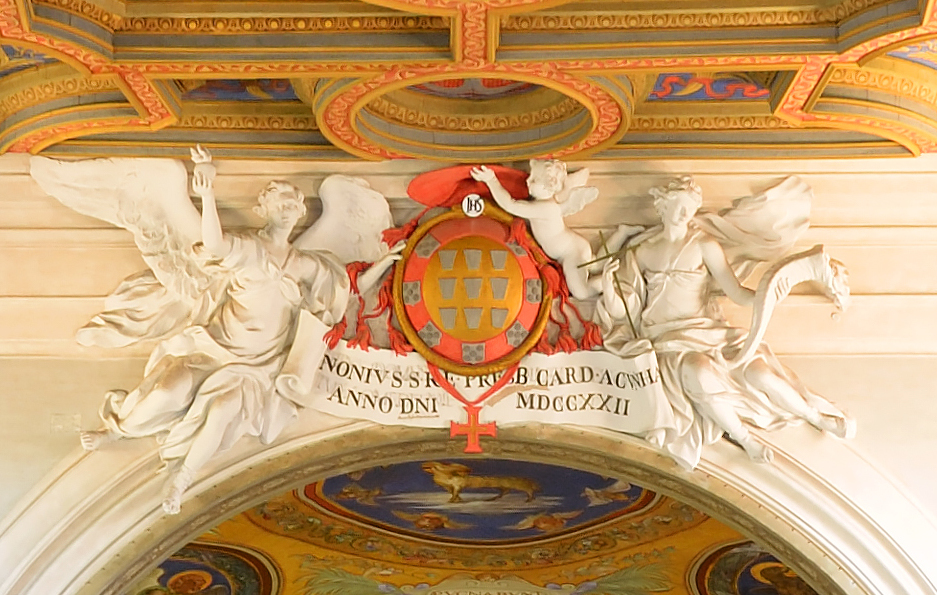
Kardinalswappen (Chorbogen der Kirche Sant’Anastasia al Palatino, Rom)

Nach seiner Priesterweihe wurde er Domherr in Coimbra und in Lissabon. Er war Kommandant des Christusordens und Kammerherr von König Dom Pedro II., Staatsrat für religiöse Fragen und Abgesandter der Römischen Inquisition in Portugal. Er wurde Großinquisitor in Lissabon. Einen Ruf auf den Bischofssitz von Elvas lehnte er ab, er war vom 15. September 1704 bis zum 14. Dezember 1705 Elekt von Elvas, ohne den Bischofssitz je einzunehmen.
Am 14. Dezember 1705 wurde er zum Titularbischof von Targa ernannt und empfing am 14. März 1706 in der königlichen Kapelle in Lissabon die Bischofsweihe durch Alvaro de Abranches, Bischof von Leiria; Mitkonsekratoren waren Antonio de Vasconcellos, Bischof von Coimbra und Antonio de Saldanha, Bischof von Portalegre. Am 30. Juli 1707 wurde Nuno da Cunha e Ataíde Generalinquisitor von Portugal. Er gehörte dem Staatsrat von König João V. an.
Im Konsistorium vom 18. Mai 1712 erhob ihn Papst Clemens XI. zum Kardinal. Zum Konklave 1721 kam er am 21. Mai 1721 zusammen mit Kardinal José Pereira de Lacerda im Hafen von Livorno an, als die beiden Kardinäle Rom erreichten, war jedoch der neue Papst Innozenz XIII. bereits gewählt. Da Cuna empfing am 16. Juni 1721 den Kardinalshut sowie die Titelkirche Santa Anastasia. An den Konklaven von 1724, 1730 und 1740 nahm er nicht teil.

### Tod
Kardinal Nuno da Cunha e Ataíde starb am 3. Dezember (oder am 15. Dezember, das Datum wird unterschiedlich angegeben) 1750 in Lissabon. Aufgebahrt und bestattet wurden seine sterblichen Überreste in der Dominikanerkirche in Lissabon, die beim Erdbeben von 1755 stark zerstört wurde.